# Station Brussel-Schuman
Station Brussel-Schuman (Frans: Bruxelles-Schuman) is een Belgisch spoorwegstation in de Brusselse Europese wijk, gelegen aan spoorlijn 161 (Brussel - Namen). Het station is genoemd naar Robert Schuman en bevindt zich deels bovengronds en deels onder het Berlaymontgebouw. In hetzelfde complex zit eveneens het gelijknamig metrostation.
Sinds 1 maart 2024 zijn de loketten van dit station enkel in de week geopend tussen 7 en 19.45 uur.

## Geschiedenis
Al vrij vroeg bij opening van de spoorverbinding Leopoldswijk - Brussel-Noord waren er stations op dit traject. Op ongeveer dezelfde plek was er van 1865 tot 1922 een station Wetstraat. In de dienstregeling van 1935 deden alle treinen non-stop het traject Leopoldswijk - Noord/Schaarbeek. Met de bouw van de Europese gebouwen was er de noodzaak om een nieuw station in 1969 te openen. In de plaats van de oude naam Wetstraat werd voor de nieuwe naam Schuman gekozen. In 1980 is een zijperron aangelegd met kopsporen zodat sommige treinen uit Leopoldswijk/Luxemburg-station konden doorgetrokken worden en hier eindigen.

## Ligging

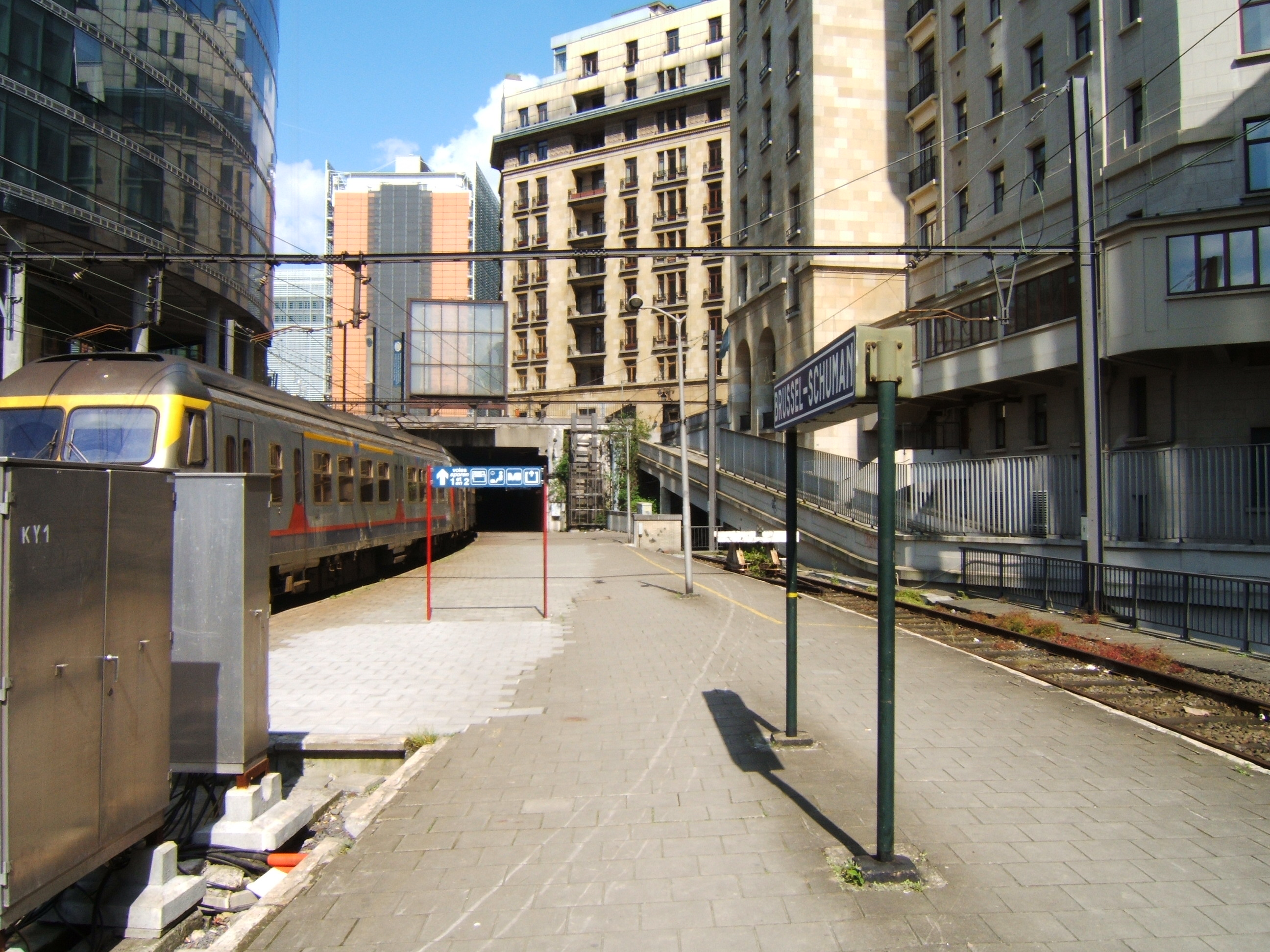
Perron buitenzijde Schuman voor de bouw van de Schuman-Josaphattunnel
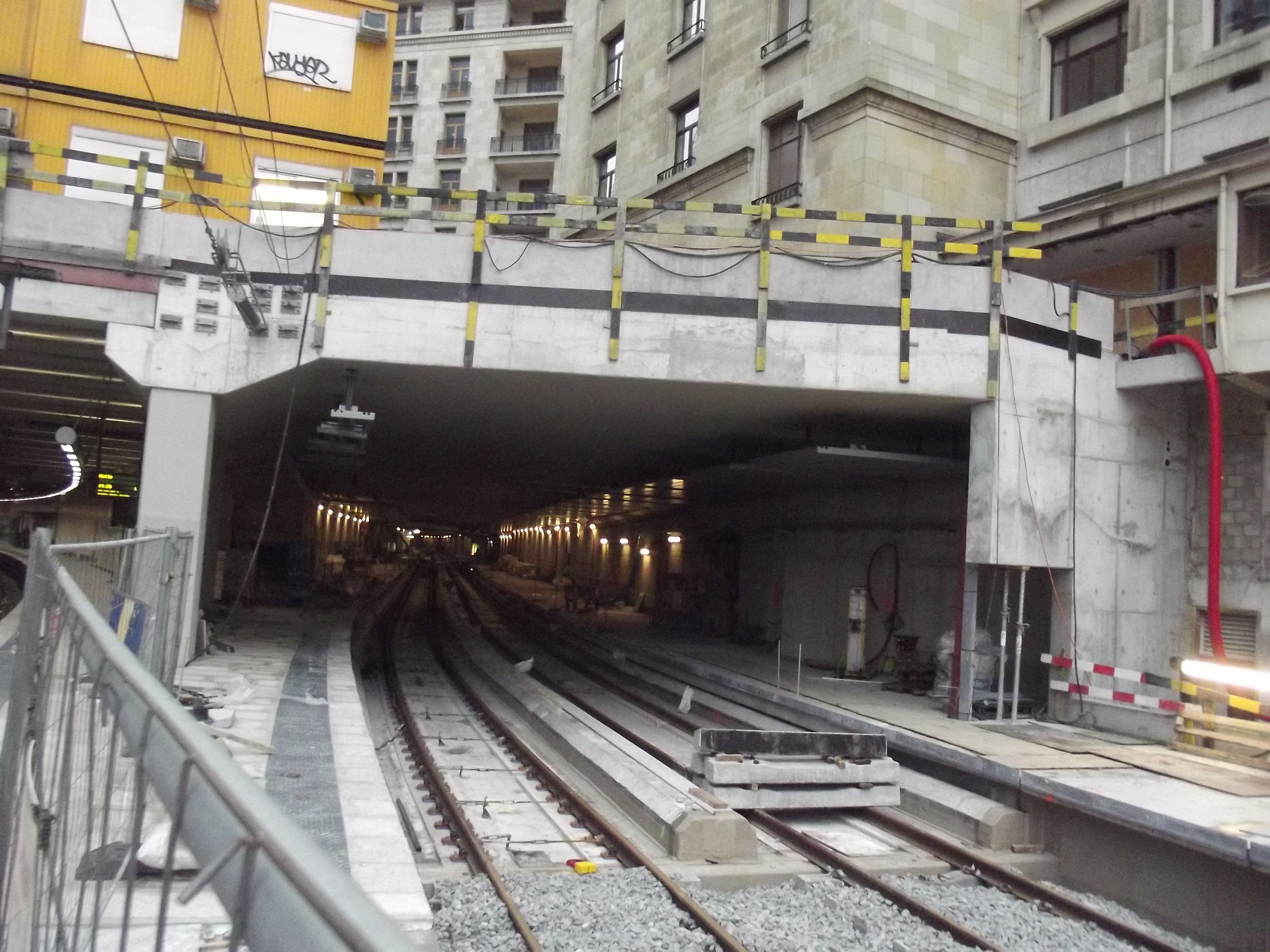
Ingang van de Schuman-Josaphattunnel

Het station ligt deels in en deels voor de 970 meter lange Schumantunnel. Het ondergrondse station heeft twee zijperrons en twee sporen (spoor 1 en 2).
Van 2008 tot 2016 werd vanuit het station gewerkt aan de Schuman-Josaphattunnel tussen het station en het voormalige vormingsstation Schaarbeek-Josaphat langs spoorlijn 26 (Schaarbeek - Halle). Het station werd hiervoor uitgebreid met twee bijkomende sporen en ook volledig heringericht. De perrons en sporen voor de Josaphattunnel lopen dwars door het metrostation. Vanaf de metroperrons zijn de treinen te zien. De tunnel werd op 4 april 2016 in gebruik genomen, daar waar eerst een einddatum van midden 2014 was vooropgesteld.

## Treindienst
| Serie       | Treinsoort             | Route | Bijzonderheden |
| ----------- | ---------------------- | --- | --- |
| IC 16       | Intercity (NMBS/CFL)   | Brussel-Zuid – Brussel-Schuman – Namen – Luxemburg                                                                       | |
| IC 17       | Intercity (NMBS)       | Brussels Airport-Zaventem – Brussel-Schuman – Brussel-Luxemburg – Namen – Dinant                                         | Rijdt in het weekend tussen Brussel-Zuid en Dinant. |
| IC 18       | Intercity (NMBS)       | [ Doornik – Aat – ] Brussel-Zuid – Brussel-Schuman – Namen – Luik-Guillemins – Luik-Sint-Lambertus                       | Rijdt alleen op werkdagen. Rijdt in de spits verder naar Doornik.                                                                                                  |
| S 4         | S-trein Brussel (NMBS) | Aalst – Brussel-Schuman – Mechelen                                                                                       | Rijdt alleen op werkdagen. |
| S 5         | S-trein Brussel (NMBS) | [ Geraardsbergen – ] Edingen – Halle – Brussel-Schuman – Vilvoorde – Mechelen                                            | Rijdt in de spits van/naar Geraardsbergen. Rijdt in het weekend tussen Halle en Mechelen. Rijdt tijdens de vakantieperiode 1x/u enkel tussen Halle en Mechelen.    |
| S 8         | S-trein Brussel (NMBS) | Zottegem – Brussel-Zuid – Brussel-Schuman – Ottignies – Louvain-la-Neuve                                                 | Rit naar Zottegem rijdt niet in het weekend. Een rit rijdt dagelijks tussen Brussel-Zuid - Ottignies. Een rit rijdt dagelijks tussen Ottignies - Louvain-la-Neuve. |
| S 9         | S-trein Brussel (NMBS) | Landen – Leuven – Brussel-Schuman – Nijvel                                                                               | Rijdt alleen op werkdagen. |
| S 19        | S-trein Brussel (NMBS) | [ Leuven – ] Brussels Airport-Zaventem – Brussel-Schuman – Brussel-Luxemburg – Eigenbrakel – Nijvel – Charleroi-Centraal | Rijdt in het weekend tussen Leuven en Nijvel. |
| S 81        | S-trein Brussel (NMBS) | Schaarbeek – Brussel-Schuman – Ottignies                                                                                 | Rijdt enkel tijdens de spits tijdens het schooljaar |
| P 7600/8600 | Piekuurtrein (NMBS)    | Rochefort-Jemelle – Namen – Brussel-Schuman – Brussel-Zuid                                                               | Rijdt alleen op werkdagen. Een trein Brussel - Rochefort-Jemelle.                                                                                                  |
| ICT 6960    | Toeristentrein (NMBS)  | Waver – Bierges-Walibi – Ottignies – Brussel-Schuman – Brussel-Zuid                                                      | Rijdt tijdens de openingstijden van Walibi. Op werkdagen tot Ottignies.                                                                                            |

## Fotogalerij

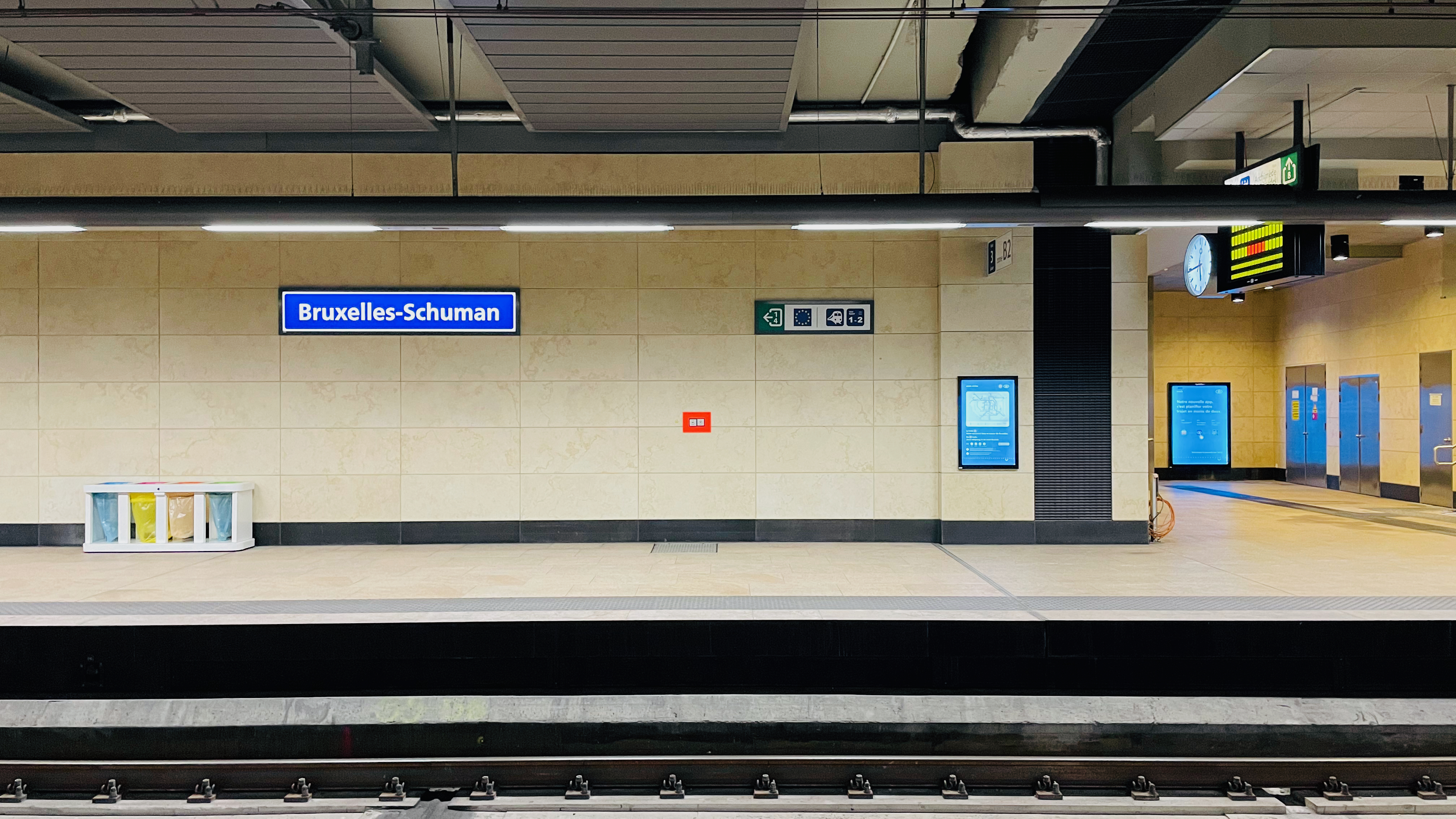
Zicht op een perron
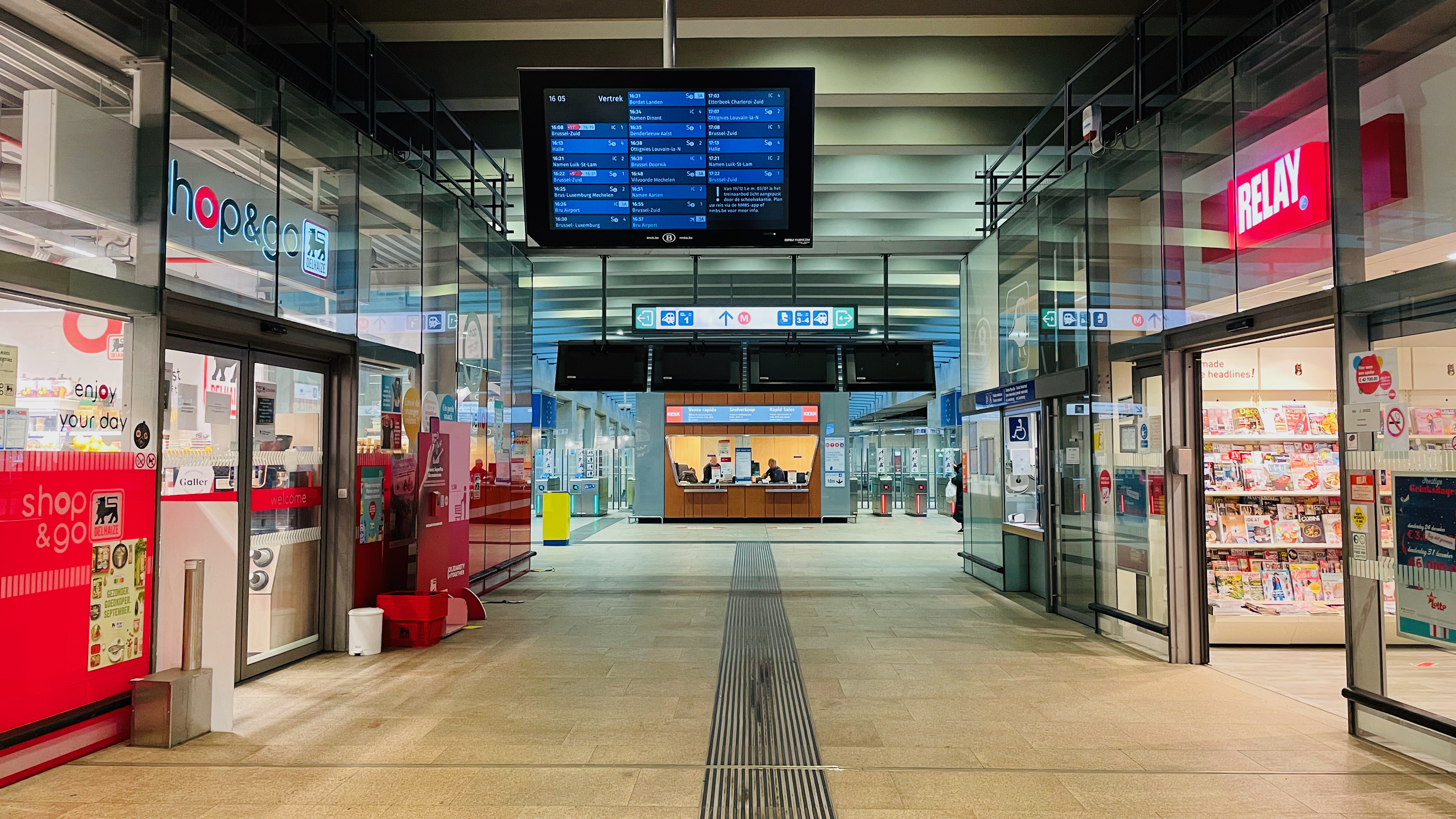
Een doorgang
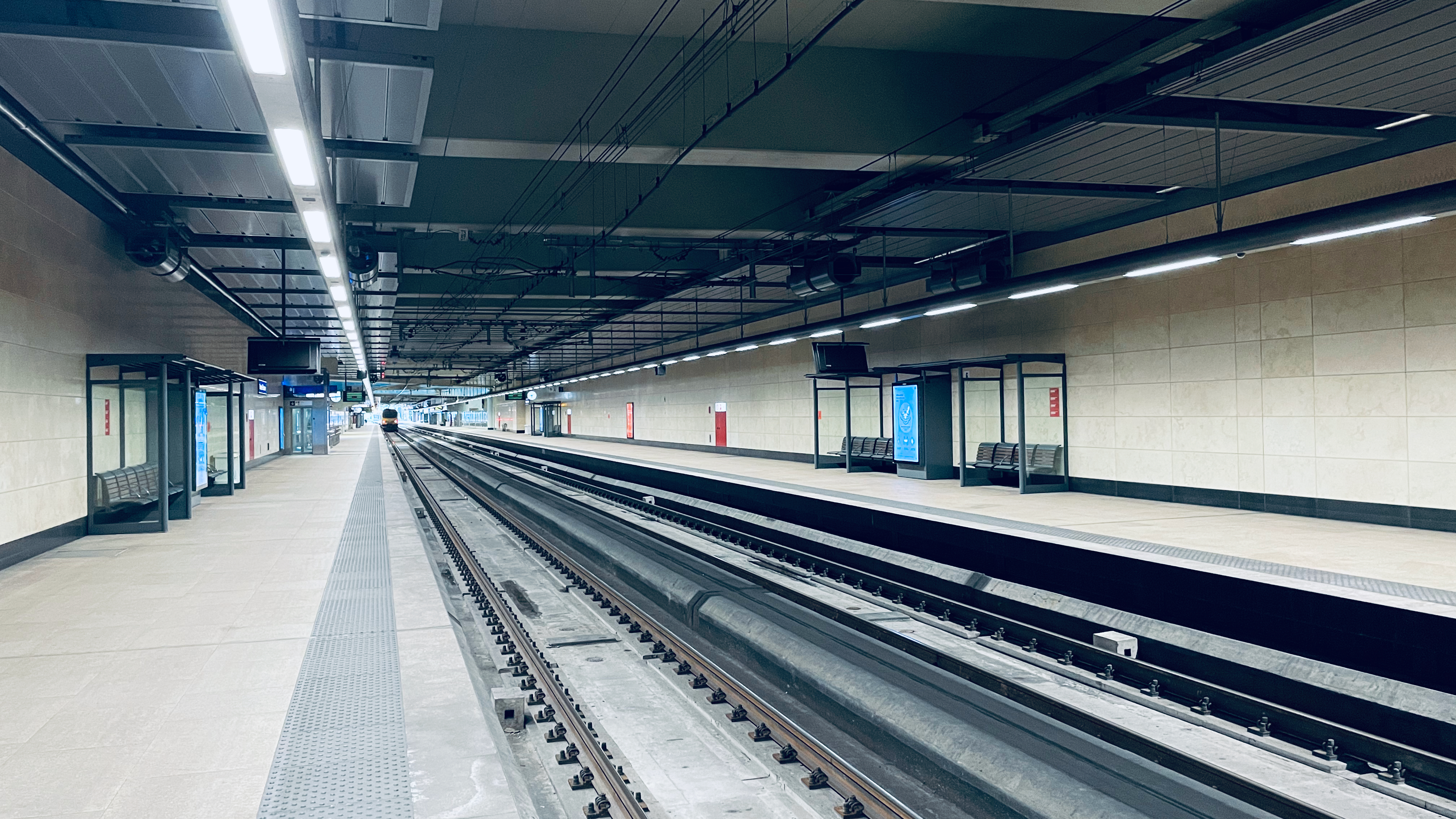
Zicht op de sporen
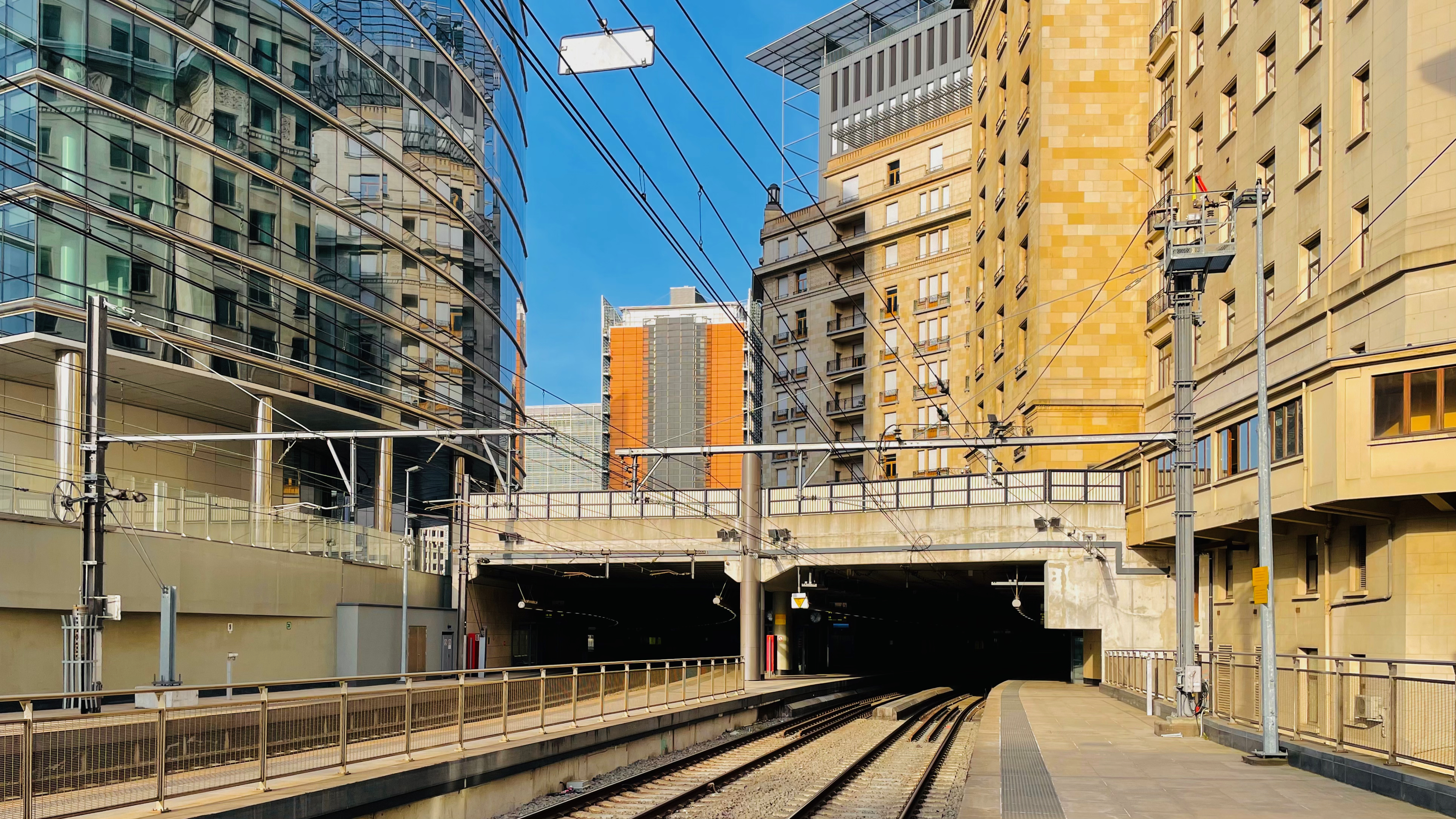
De tunnels buiten het station

## Reizigerstellingen
De grafiek en tabel geven het gemiddeld aantal instappende reizigers weer op een week-, zater- en zondag.
| Tabel: aantal instappende reizigers station Brussel-Schuman | Tabel: aantal instappende reizigers station Brussel-Schuman | Tabel: aantal instappende reizigers station Brussel-Schuman | Tabel: aantal instappende reizigers station Brussel-Schuman |
|                                                             | Weekdag                                                     | Zaterdag                                                    | Zondag                                                      |
| ----------------------------------------------------------- | ----------------------------------------------------------- | ----------------------------------------------------------- | ----------------------------------------------------------- |
| 1977                                                        | 8 133                                                       | 973                                                         | 536                                                         |
| 1978                                                        | 8 441                                                       | 974                                                         | 592                                                         |
| 1979                                                        | 9 431                                                       | 657                                                         | 662                                                         |
| 1980                                                        | 7 177                                                       | 1 091                                                       | 650                                                         |
| 1981                                                        | 7 649                                                       | 887                                                         | 645                                                         |
| 1982                                                        | 7 208                                                       | 884                                                         | 859                                                         |
| 1983                                                        | 9 023                                                       | 855                                                         | 396                                                         |
| 1984                                                        | 7 512                                                       | 1 051                                                       | 840                                                         |
| 1985                                                        | 7 712                                                       | 947                                                         | 878                                                         |
| 1986                                                        | 7 505                                                       | 909                                                         | 898                                                         |
| 1987                                                        | 6 155                                                       | 1 115                                                       | 1 089                                                       |
| 1988                                                        | 6 518                                                       | 1 100                                                       | 919                                                         |
| 1989                                                        | 6 723                                                       | 1 294                                                       | 928                                                         |
| 1990                                                        | 5 248                                                       | 690                                                         | 697                                                         |
| 1991                                                        | 7 903                                                       | 1 199                                                       | 960                                                         |
| 1992                                                        | 8 901                                                       | 1 285                                                       | 1 031                                                       |
| 1993                                                        | 7 838                                                       | 1 044                                                       | 848                                                         |
| 1994                                                        | 8 450                                                       | 1 178                                                       | 696                                                         |
| 1995                                                        | 6 941                                                       | 1 340                                                       | 1 205                                                       |
| 1996                                                        | 7 345                                                       | 1 055                                                       | 1 189                                                       |
| 1997                                                        | 8 037                                                       | 1 310                                                       | 1 089                                                       |
| 1998                                                        | 7 876                                                       | 1 206                                                       | 1 096                                                       |
| 1999                                                        | 7 497                                                       | 1 466                                                       | 1 042                                                       |
| 2000                                                        | 8 251                                                       | 1 550                                                       | 1 127                                                       |
| 2001                                                        | 7 506                                                       | 1 777                                                       | 1 196                                                       |
| 2002                                                        | 6 906                                                       | 1 175                                                       | 1 134                                                       |
| 2003                                                        | 7 044                                                       | 1 416                                                       | 1 043                                                       |
| 2004                                                        | 7 331                                                       | 1 637                                                       | 1 225                                                       |
| 2005                                                        | 7 855                                                       | 2 004                                                       | 1 426                                                       |
| 2006                                                        | 7 636                                                       | 1 941                                                       | 1 734                                                       |
| 2007                                                        | 8 077                                                       | 1 496                                                       | 1 176                                                       |
| 2008                                                        | -                                                           | -                                                           | -                                                           |
| 2009                                                        | 8 041                                                       | 1 609                                                       | 1 416                                                       |
| 2010                                                        | -                                                           | -                                                           | -                                                           |
| 2011                                                        | -                                                           | -                                                           | -                                                           |
| 2012                                                        | 6 856                                                       | 1 647                                                       | 1 724                                                       |
| 2013                                                        | 6 819                                                       | 1 685                                                       | 1 752                                                       |
| 2014                                                        | 6 441                                                       | 629                                                         | 539                                                         |
| 2015                                                        | 6 501                                                       | 1 235                                                       | 1 140                                                       |
| 2016                                                        | 5 986                                                       | 1 164                                                       | 1 417                                                       |
| 2017                                                        | 7 907                                                       | 1 336                                                       | 1 420                                                       |
| 2018                                                        | 8 517                                                       | 1 817                                                       | 1 784                                                       |
| 2019                                                        | 8 458                                                       | 1 943                                                       | 2 163                                                       |
| 2020                                                        | 4 439                                                       | 1 456                                                       | 1 351                                                       |
| 2021                                                        | -                                                           | -                                                           | -                                                           |
| 2022                                                        | 8 118                                                       | 2 386                                                       | 2 500                                                       |
| 2023                                                        | 7 162                                                       | 2 507                                                       | 2 262                                                       |
| 2024                                                        | 7 795                                                       | 2 632                                                       | 2 475                                                       |

## Metrolijnen
|  | 1 - Weststation - Stokkel      |
|  | 5 - Erasmus - Herrmann-Debroux |

## Bushalte
Bovengronds stoppen er zes MIVB-buslijnen.
|  | 12 - Troon - Brussels Airport  |
|  | 21 - Luxemburg Station - Maes  |
|  | 36 - Schuman - Konkel          |
|  | 56 - Schuman - Buda            |
|  | 60 - Ambiorix - Ukkel Kalevoet |
|  | 79 - Schuman - Kraainem        |